# غورج (سمام)
غورج (بالفارسية: گورج) هي قرية تقع في إيران في غيلان. يقدر عدد سكانها بـ 131 نسمة بحسب إحصاء 2016.